# Júlio Alves
Júlio Regufe Alves (Póvoa de Varzim, 29 giugno 1991) è un ex calciatore portoghese, di ruolo centrocampista.

## Biografia
Anche suo padre, Washington Alves, e i suoi fratelli Bruno Alves e Geraldo Alves sono stati calciatori.

## Carriera

### Club
Ha giocato nella massima serie portoghese e turca.

### Nazionale
Ha partecipato ai Mondiali Under-20 del 2011.